# Ściana szkieletowa

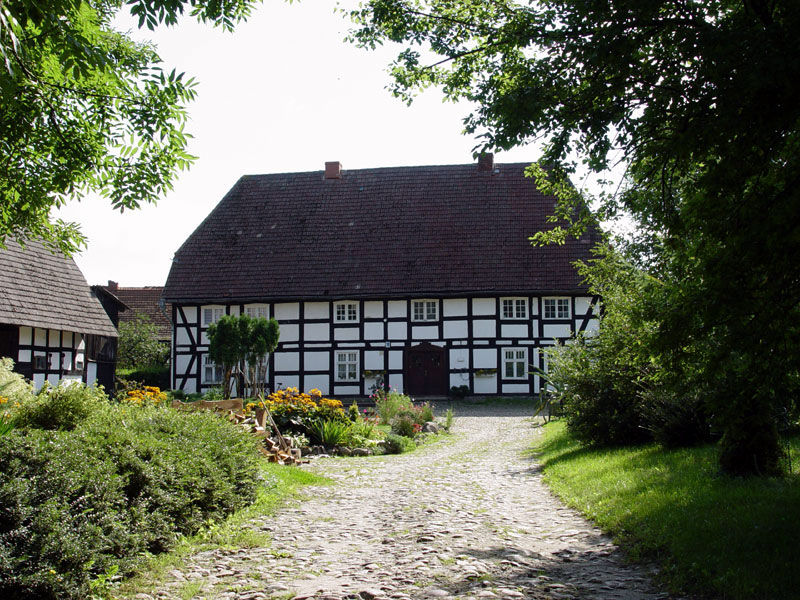
Zagroda nr 18 w Swołowie, przykład budownictwa szachulcowego na Pomorzu

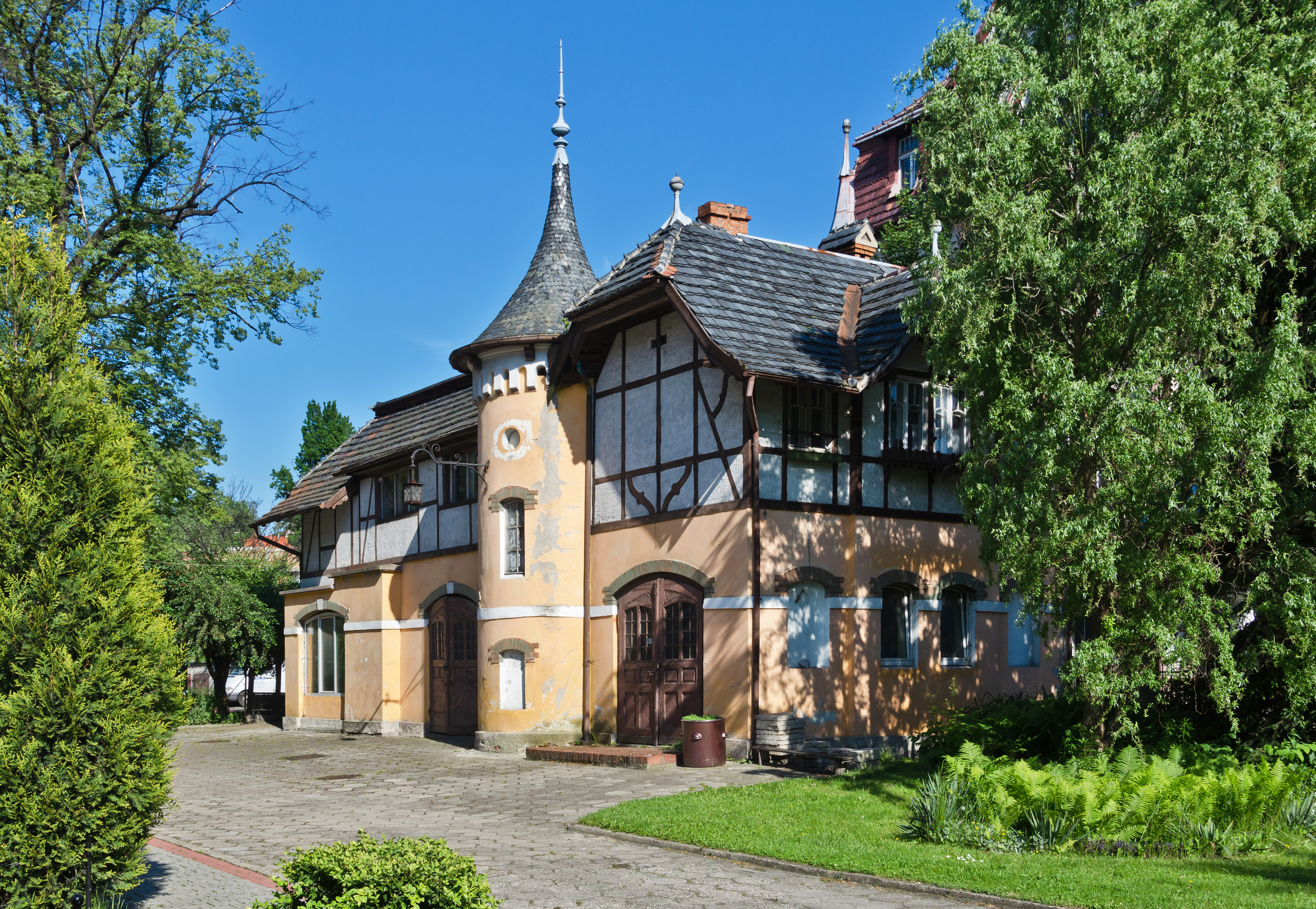
budynek w Kłodzku

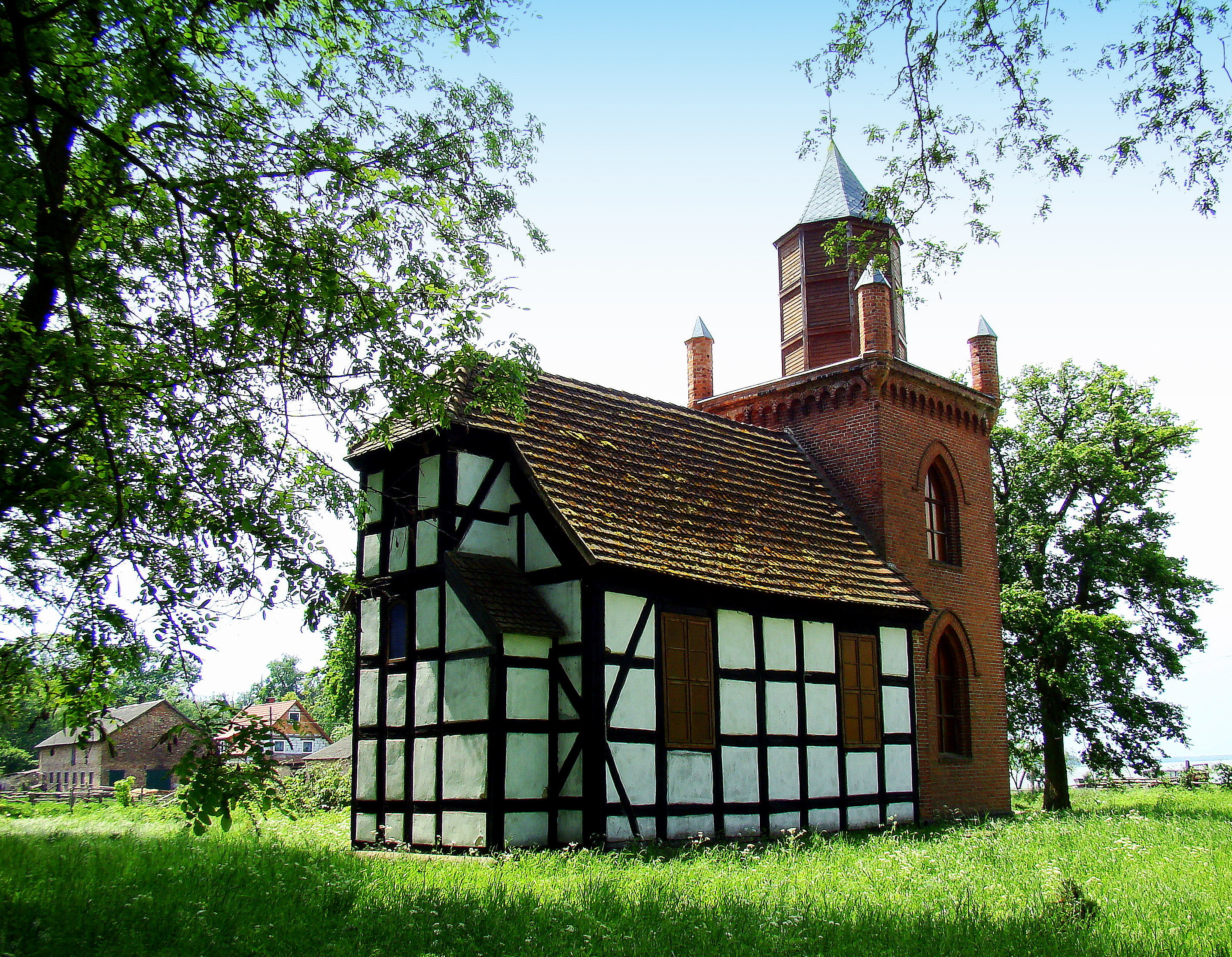
Kościół św. Huberta w Nowym Warpnie

Ściana szkieletowa – ściana, w której elementy konstrukcyjne oddzielone są od wypełnienia, wykonanego zazwyczaj z mniej wytrzymałego materiału.
W konstrukcjach drewnianych ścian można wyróżnić:
- Ściany o szkielecie drewnianym z wypełnieniem cegłą. Jest to ściana ryglowa zwana potoczne murem pruskim lub fachówką (fachwerk).
- Ściany o szkielecie drewnianym wypełnionym trzciną lub słomą zmieszaną z gliną. Jest ona nazywana konstrukcją szachulcową. W praktyce, zwłaszcza w wypadku otynkowania ścian nie można rozróżnić szachulca od pruskiego muru, często więc, zwłaszcza potocznie, używa się tych nazw zamiennie.
- Ściana sumikowo-łątkowa
- Ściana drewniana płytowa
- Ściany szkieletowe z bali i desek – składają się z pionowych słupków z bali o wysokości kondygnacji budynku, usztywnionych w narożach zastrzałami. Słupki narożne budynków o większej wysokości wykonuje się jako ciągłe z trzech bali połączonych ze sobą. Nad otworami okiennymi i drzwiowymi umieszcza się rygle nadotworowe. Do szkieletu mocuje się przy pomocy gwoździ deskowanie (szalowanie) w układzie pionowym lub poziomym. Deskowanie może zostać wykonane jako dwustronne lub jednostronne, wówczas od strony pomieszczeń montuje się płyty z materiałów drewnopochodnych, które można np. otynkować. Przestrzeń pomiędzy okładzinami wypełnia się materiałem izolacyjnym. Przy budowie takich ścian często stosowano trociny, torf.

Ściany osłonowe w budynkach o konstrukcji szkieletowej stalowej lub żelbetowej wykonuje się najczęściej na konstrukcjach wsporczych z rusztu (układ słupków i rygli) stalowych. Do rusztu montuje się:
- płyty z blach stalowych z rdzeniem z materiałów izolacyjnych (wełna mineralna, styropian, poliuretan).
- blachy stalowe profilowane lub kasety stalowe i blachy stalowe z wypełnieniem przestrzeni między blachami materiałem izolacyjnym. W tym przypadku poszczególne warstwy montuje się na budowie, a przestrzeń między nimi wypełnia się najczęściej wełną mineralną.
- fasady aluminiowo-szklane. W zależności od wysokości ścian mogą być montowane bezpośrednio do konstrukcji budynku lub do dodatkowej konstrukcji wsporczej z rusztu stalowego. Profile aluminiowe są wzmocnione od wewnątrz stalowymi wkładkami. Wypełnienie wykonywane jest z szyb zespolonych, które mogą zapewnić odpowiednie warunki izolacji termicznej i akustycznej. Zastosowanie szyb refleksyjnych o różnej kolorystyce podnosi walory estetyczne tego typu obudowy. Część pól może zostać wypełniona arkuszami z płaskiej blachy aluminiowej; (od wewnątrz w tych polach stosuje się zazwyczaj wypełnienie wełną mineralną i obudowanie płytami gipsowo – kartonowymi).
- w latach siedemdziesiątych XX wieku montowano także obudowy z płyt azbesto – cementowych (eternit).

Konstrukcję szkieletową posiada wiele zachowanych do dziś zabytkowych budynków mieszkalnych, gospodarskich i reprezentacyjnych budowli użyteczności publicznej oraz świątyń, m.in. ratusz w Nowym Warpnie, kościół św. Jacka w Stepnicy oraz spichlerz w Goleniowie na ziemi szczecińskiej.